# نمک زمین سیاه
نمک زمین سیاه (به لهستانی: Sól ziemi czarnej) یک فیلم درام تاریخی لهستانی به کارگردانی کاژیمیش کوتز است که در سال ۱۹۷۰ منتشر شد. وقایع فیلم در دوران شورش‌های سیلزی روی می‌دهد. این فیلم نمایندهٔ لهستان جهت رقابت برای جایزه اسکار بهترین فیلم بین‌المللی در چهل و سومین دوره جوایز اسکار بود که فهرست نهایی نامزدها راه نیافت.

## گزیدهٔ بازیگران
- اولگیرد ووکاشِـویچ
- یان انگلرت
- یژی بینچیتسکی
- دانیل اولبریخسکی
- یژی سنوتا
- ماریان جنجل
- هنریک تالار
- یژی ترلا
- گوستاف هولوبک
- برنارد کراوچیک
- آندژی وُیاچک